# La Caseta d'en Fermí (muntanya)
La Caseta d'en Fermí és una muntanya de 850 metres que es troba al municipi de Moià, a la comarca del Moianès.
Al cim podem trobar-hi el vèrtex geodèsic 287105001.